# آلیاژ حافظه‌دار

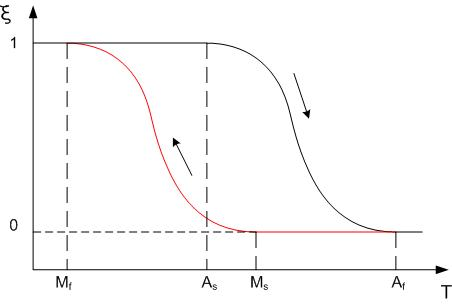
نمودار sma

به آلیاژهایی که در طی یک چرخه تنشی یا چرخه حرارتی به شکل اولیه تعریف شده خود، باز می گردند، آلیاژهای حافظه دار (shape memory alloys) یا SMA می‌گویند. آلیاژهای حافظه دار دارای توانایی تغییر ساختار کریستالوگرافی خود در پاسخ به یک محرک، در قالب تنش یا حرارت هستند. این تغییر در ساختار به این معنی است که ماده ای که دارای یک شکل خاص در دما و سطح تنشی معین است، با تغییر دما و سطح تنش، شکل متناظر با آن تغییرات را خواهد داشت. دو ساختار کریستالوگرافی برای آلیاژهای حافظه دار به ترتیب فاز مارتنزیت در دمای پایین و فاز آستنیت در دمای بالا است.

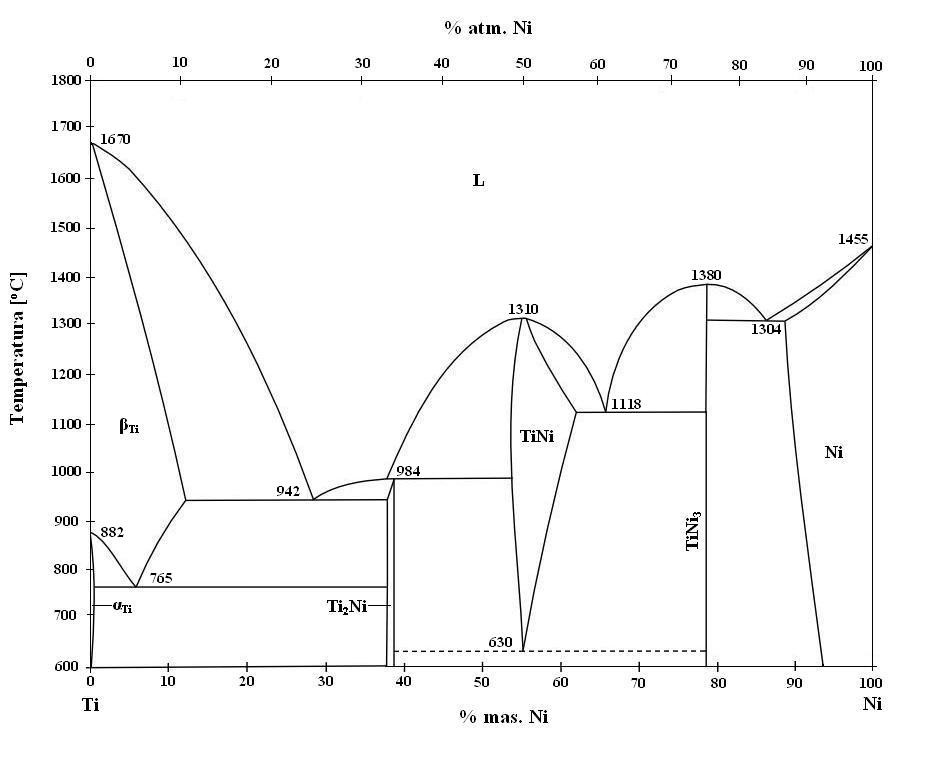
دیاگرام فازی NiTi

از انواع مهم آلیاژهای حافظه دار می توان به نیکل-تیتانیوم (Ni-Ti)، مس-روی-آلومینیوم و مس-آلومینیوم-نیکل اشاره کرد. معروف‌ترین و پر کاربردترین آلیاژ حافظه دار، آلیاژ نیکل-تیتانیوم است که با نام تجاری نایتینول (Nitinol) شناخته می‌شود. نایتینول در نیمه قرن بیستم توسط William J. Buehler و همکارانش، در آزمایشگاه مهمات نیروی دریایی (Naval Ordnance Laboratory) آمریکا کشف و معرفی شد. نامگذاری Nitinol بر اساس ترکیب حروف اختصاری نیکل (Ni)، تیتانیوم (Ti) و آزمایشگاه نیروی دریایی (NOL) انجام گرفته‌است. گریدهای مهم نایتینول، نایتینول ۵۵ و نایتینول ۶۰ است. نایتینول ۵۵ آلیاژ نیکل-تیتانیوم با ۵۵ درصد نیکل و ۴۵ درصد تیتانیوم و نایتینول ۶۰ آلیاژ نیکل-تیتانیوم با ۶۰ درصد نیکل و ۴۰ درصد تیتانیوم است. نایتینول دارای خواص الکتریکی و مکانیکی عالی، طول عمر بالا و مقاوم در برابر خستگی است. مقاومت به خوردگی بالایی دارد. بسیار سازش‌پذیر بوده و برای محکم کنار هم قرار گرفتن مواد متجانس/نامتجانس که به طریق دیگری قادر به چسبیدن به یکدیگر نیستند، بسیار مناسب می باشد. تقاضا برای نایتینول در استنت‌های قلبی-عروقی مورد استفاده در انژیوپلاستی و سایر ایمپلنت ها و وسایل جراحی، محبوبیت این آلیاژ را نسبت به سایر آلیاژهای دارای حافظه شکلی نمایان می کند.

## خواص
آلیاژ حافظه دار خواص متفاوتی دارند. دو خاصیت معمول در این آلیاژ
- حافظه‌داری یک‌طرفه
- حافظه‌داری دوطرفه

می‌باشد. تصویر شماتیک این دو اثر را در شکل زیر ملاحظه می‌فرمایید:
آلیاژهای حافظه دار یک طرفه، حالت تغییرشکل یافته خود را پس از حذف نیروی خارجی حفظ می کنند و به محض گرمایش و تشکیل فاز آستنیت از مارتنزیت، به شکل اولیه خود باز می گردند. این آلیاژها فقط شکل خود را در فاز آستنیت می‌توانند بازیابند. اگر آلیاژ حافظه دار علاوه بر فاز آستنیت، بتواند شکل خود را در فاز ماتنزیت نیز بازیابد، به این خاصیت اثر حافظه داری برگشت‌پذیر یا اثر حافظه داری دو طرفه می‌گویند. آلیاژهای حافظه دار دارای توانایی به خاطرسپاری شکل خود در هر دو دمای بالا و پایین می باشند و می‌توانند با تغییر دما شکل‌های مختلفی را به خود بگیرند.
متأسفانه پاسخگویی اثر حافظه داری دوطرفه از ویژگی‌های ذاتی آلیاژهای حافظه دار نیست، بلکه نیازمند تکرار فرایندهای ترمومکانیکی در طول یک مسیر با بارگذاری معین می باشد؛ بنابراین در آلیاژهای د وطرفه، شکل‌های دائمی و موقتی نگه داشته شده در دماهای متفاوت، نیازمند برنامه‌ریزی توسط یک پروفیل حرارتی می باشد.
این آلیاژها ویژگی‌های زیر را دارند:
- مقاومت به خوردگی بالا
- مقاومت ویژه الکتریکی نسبتاً بالا
- خواص مکانیکی نسبتاً خوب
- خستگی طولانی
- شکل‌پذیری بالا
- قابلیت انطباق با بدن[۲]

## رفتار سوپرالاستیسیته در آلیاژهای حافظه دار
خاصیت سوپرالاستیسیته یا شبه کشسانی در آلیاژهای حافظه دار، پدیده ای است که به موجب آن، پس از بارگذاری آلیاژ حافظه دار، کرنش هایی بزرگ به محض باربرداری بازیابی می‌شود. در آلیاژهای حافظه دار، خاصیت سوپرالاستیسیته را می توان تحت عنوان اثر حافظه داری فعال شونده با تنش تعریف کرد. فاز مارتنزیت در آلیاژهای حافظه دار با اعمال تنش در دمایی بالاتر از Ms، به صورت هم دما قابل حصول می باشد، که این مارتنزیت تحت عنوان مارتنزیت ناشی از تنش شناخته می شود. به محض حذف تنش، شکل موقتی حذف و شکل اولیه به صورت الاستیکی حاصل می‌شود. به موجب این پدیده، اثر حافظه داری مکانیکی به جای اثر حافظه داری حرارتی نمایان می‌شود. آلیاژهای حافظه دار به دو علت، خاصیت سوپرالاستیسیته را از خود به نمایش می گذارند: تشکیل مارتنزیتِ برگشت پذیرِ ناشی از تنش به محض بارگذاری آلیاژ در فاز آستنیتی آن و دیگری استحاله به فاز آستنیت به محض باربرداری.

## اثر حافظه شکلی در آلیاژهای حافظه دار
حتی پس از این که آلیاژهای حافظه دار در دمای اتاق تحت کرنش های پلاستیک قرار می گیرند با گرمایش تا دمای انتقال قادر به برگشت به شکل اولیه خود هستند، از این رو به آنها آلیاژهای حافظه دار گفته می‌شود. شکل زیر فرایندهای کریستالوگرافی درگیر در تغییرات فازی مربوط به اثر حافظه داری را نشان می دهد. آلیاژهای حافظه دار در دمای بالا وارد فاز آستنیت و در دماهای پایین وارد فاز مارتنزیت می شوند. به دلیل این که استحاله مارتنزیتی یک دگرگونی بدون نفوذ و برشی بوده و به موجب آن یک ساختار دوقلویی در دماهای پایین شکل می گیرد، به آن مارتنزیت دوقلویی می گویند. لازم است ذکر شود که تغییرات شکلی به صورت ماکروسکوپی قابل مشاهده نیست، چرا که حجم اشغالی توسط مارتنزیت دوقلویی و فاز آستنیت برابر با یکدیگر می باشد. در نتیجه تشکیل مارتنزیت، تحت عنوان مارتنزیت خودسازگار معرفی می شود. با اعمال تنش به مارتنزیت دوقلویی، مارتنزیت تغییرشکل یافته حاصل می شود. با گرمایش این آلیاژ تا دماهای بالاتر، مجدداً فاز آستنیت تشکیل می‌شود. در حین فرایند گرمایشِ آلیاژ حافظه دار، کرنش باقیمانده در مارتنزیت تغییر شکل یافته، به‌طور کامل بازیابی شده و آلیاژ مجدداً شکل اولیه خود را به دست می‌آورد. این فرایند «اثر حافظه شکلی» نامیده شده و معرف رفتار آلیاژهای حافظه دار می باشد. آلیاژها مستقیماً یا توسط گرمای ژول (یا گرمایش مقاومتی؛ گرمایش توسط القاء/جریان الکتریسیته از داخل یک رسانا) تا دمای انتقال، به منظور انجام استحاله آستنیت-مارتنزیت حرارت می بینند. انجام استحاله آستنیت به مارتنزیت ممکن است در غیاب تنش‌های داخلی و خارجی، موجب پیدایش مارتنزیت دوقلویی شده و در هنگام وجود این تنش‌ها تا سطح معین، مارتنزیت‌های غیردوقلویی حاصل شود.

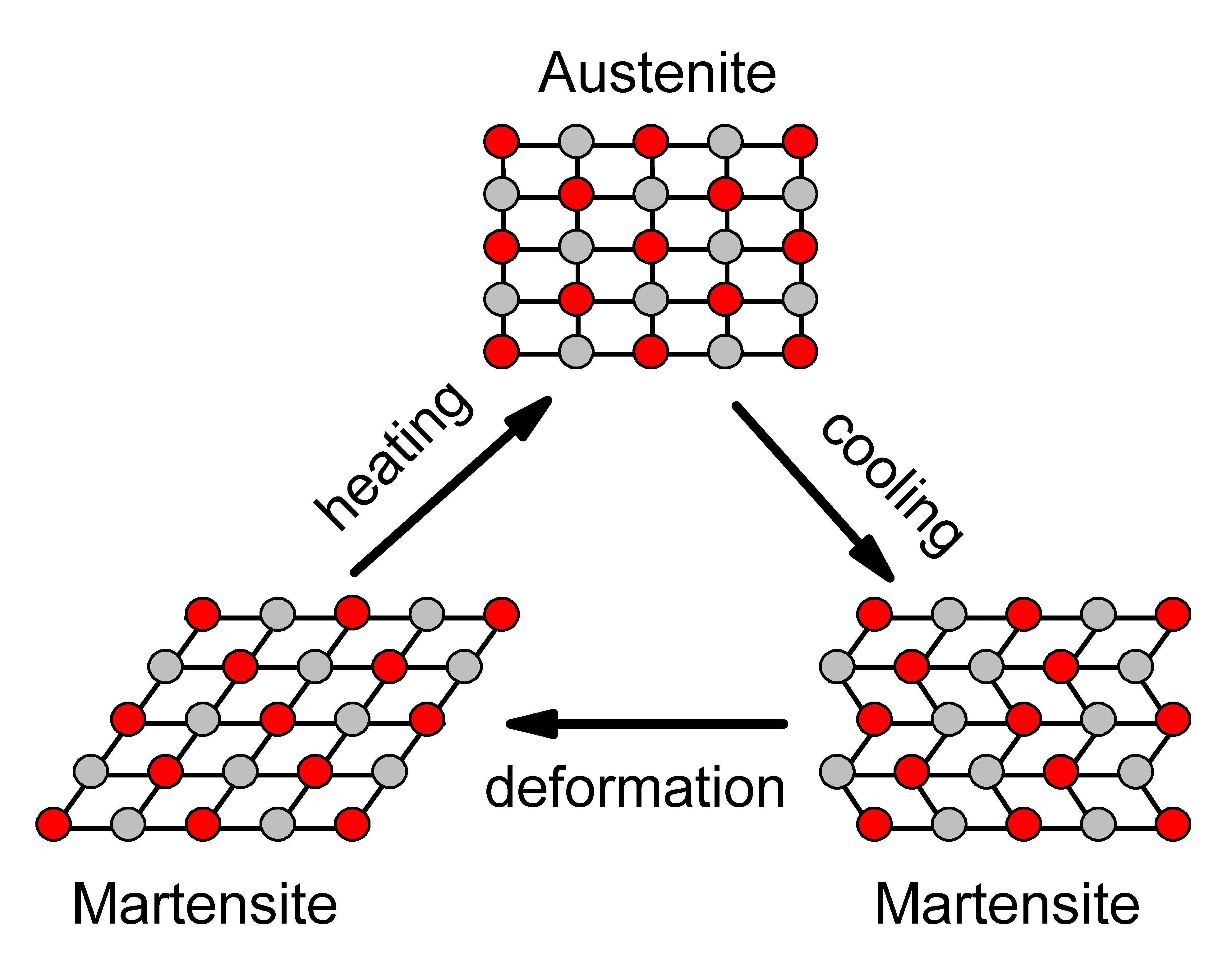
فرایندهای کریستالوگرافی درگیر در تغییرات فازی مربوط به اثر حافظه داری آلیاژهای حافظه دار

## آلیاژهای حافظه داری مغناطیسی
مشابه با آلیاژهای حافظه دار پاسخگو به حرارت، به آلیاژهای حافظه داری که در پاسخ به میدان‌های مغناطیسی اعمالی خارجی، دچار تغییر شکل و ایجاد تنش می شوند، آلیاژهای حافظه دار مغناطیسی می گویند. این مواد، مغناطوکشسان (magneto strictive) بوده و عموماً آلیاژهایی از نیکل، منیزیم و گالیوم می باشند. در مواد فرو مغناطیس، بازآرایی مجدد مغناطیسی در نتیجه هم راستا شدن ممان های مغناطیسی میکروسکوپی، در جهت میدان اعمالی می باشد. آلیاژهای حافظه دار مغناطیسی، هنگامی که حرکات دقیق و سریع نیاز باشد، مانند ربات ها، ابزارهای بیومدیکال، سوپاپ های حساس، دمپ کننده ها و … کاربرد دارند.

## ساختارهایکریستال
بسیاری از فلزات دارای ساختارهای کریستالی مختلف با ترکیب مشابه هستند، اما اکثر فلزات این اثر حافظه شکل را نشان نمی‌دهند. خصوصیات خاصی که اجازه می‌دهد آلیاژهای حافظه شکل به شکل اصلی خود پس از گرمایش بازگردند تغییر شکل بلوری آن‌ها کاملاً برگشت‌پذیر است. در اغلب تحولات کریستال، اتم‌های موجود در ساختار به وسیله انتشار، از طریق فلز عبور می‌کنند و ترکیبات را به صورت محلی تغییر می‌دهند، هرچند فلز به‌طور کلی از همان اتم ساخته شده‌است. تحول برگشت‌پذیر این انتشار اتم‌ها را شامل نمی‌شود، بلکه تمام اتم‌ها در یک زمان تغییر می‌یابند تا ساختار جدیدی را شکل دهند، به طوری که می‌توان از یک مربع با یک فشار بر روی دو طرف متضاد ساخته شود. در دماهای مختلف، ساختارهای مختلف ترجیح داده می‌شوند و زمانی که ساختار از طریق دمای انتقال سرد می‌شود، ساختار مارتنزیتی از فاز آستنیت تشکیل می‌شود.

### سیستم‌های معمول
تاکنون خواص حافظه‌داری در چند سیستم آلیاژی دیده شده‌است اما اکثر آن‌ها هنگام فعالسازی نیرو یا کرنش بالایی ایجاد نمی‌کنند. دو سیستم آلیاژ حافظه‌دار عمده که هنگام فعالسازی توانایی ایجاد نیروی بالایی در آن‌ها مشاهده شده‌است، عبارتند از سیستم‌های بر پایه مس (مثلاً ‎Cu-Sn, Cu-Zn, Cu-Al‎) و سیستم‌های بر پایه ‎ Ni-Ti‎ (مثلاً نایتینول). خواص حافظه‌داری سیستم‌های سه‌تایی بسیاری بر پایه این سیستم‌های دوتایی بررسی شده‌است.

### زمان پاسخ و تقارن پاسخ
محرک‌های SMA معمولاً به صورت الکتریکی عمل می‌کنند، جایی که جریان الکتریکی به حرارت جول برسد. غلط کردن معمولاً به وسیله انتقال حرارت گرما آزاد به محیط محیط انجام می‌شود. در نتیجه، حرکت SMA معمولاً نامتقارن است، با زمان فعال شدن نسبتاً سریع و زمان غیرفعال شدن آهسته است. تعدادی از روش‌ها برای کاهش زمان غیرفعال کردن SMA، از جمله اجباری مجبور، و کاهش مقدار SMA با مواد رسانا برای دستکاری سرعت انتقال حرارت پیشنهاد شده‌است.
روش‌های نوین برای افزایش امکان اجرای SMA شامل استفاده از «عقب مانده» هدایت می‌شود. این روش از پودر حرارتی برای انتقال حرارت از SMA به وسیله هدایت استفاده می‌کند. سپس این گرما به راحتی به محیط زیست منتقل می‌شود، زیرا شعاع بیرونی (و منطقه انتقال حرارت) به‌طور قابل توجهی بیشتر از سیم سیم لخت است. این روش باعث کاهش قابل ملاحظه ای در زمان غیرفعال کردن و یک فعالیت فعال متقارن می‌شود. به عنوان یک نتیجه از افزایش سرعت انتقال حرارت، جریان مورد نیاز برای دستیابی به نیروی محرکه داده شده افزایش می‌یابد.

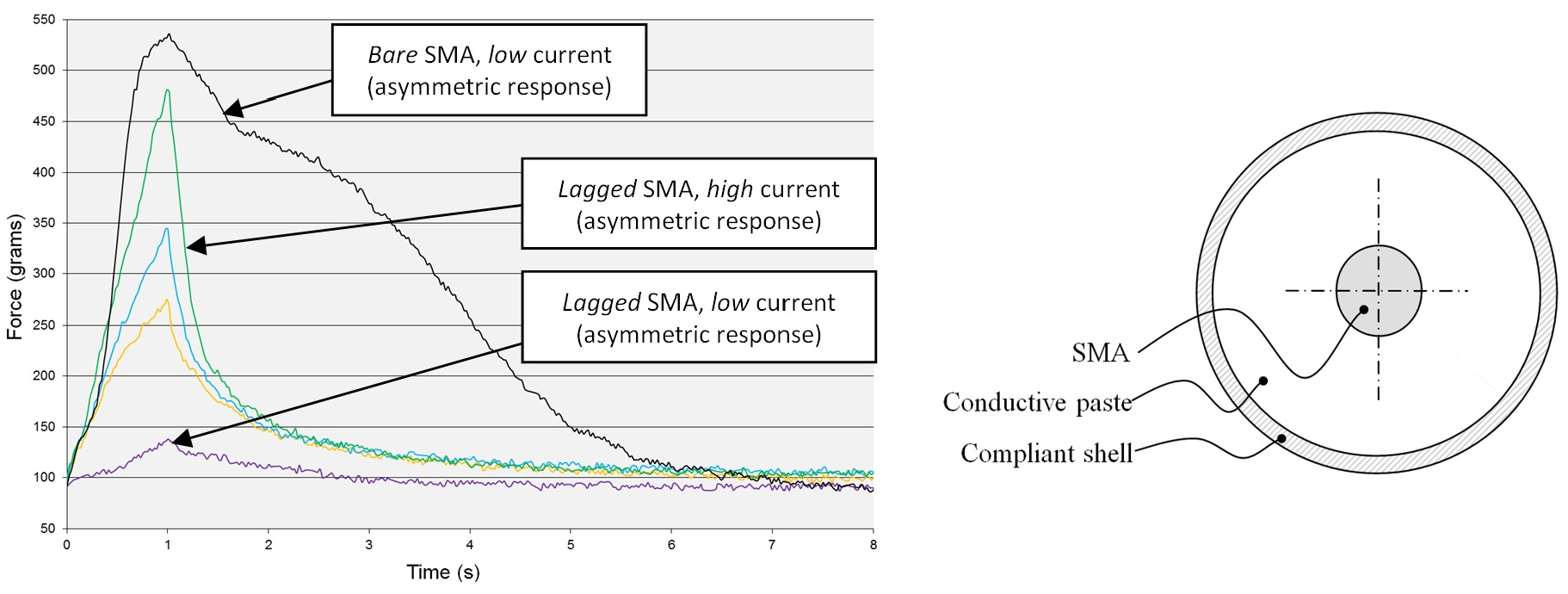
واکنش نیروی زمان نسبت به آلیاژ حافظه شکل نیافته و عقب مانده

## خستگی ساختاری و خستگی عملکردی
SMA مستلزم خستگی ساختاری است - حالت شکست که توسط آن بارگذاری چرخه ای باعث آغاز و انتشار یک کرک می‌شود که در نهایت منجر به از دست رفتن عملکرد فاجعه بار توسط شکست می‌شود. فیزیک در این حالت خستگی، تجمع آسیب‌های میکرو سازنده در هنگام بارگذاری سیکل است. این حالت شکست در اغلب مواد مهندسی، نه فقط SMAها مشاهده می‌شود.
SMA نیز به خستگی عملکردی منجر می‌شود، حالت شکست در انواع مواد مهندسی معمول نیست، بدین معنی که SMA به صورت ساختاری شکست نمی‌خورد، اما در طول زمان ویژگی‌های شکل / حافظه فوق‌العاده اش را از دست می‌دهد. در نتیجه بارگذاری چرخه ای (هر دو مکانیکی و حرارتی)، ماده از توانایی خود برای تبدیل یک فاز برگشت‌پذیر به دست می‌آید. به عنوان مثال، جابه جایی کار در یک محرک با افزایش تعداد چرخه کاهش می‌یابد. فیزیک پشت این تغییرات تدریجی در ریزساختار است، به‌طور خاص، ایجاد اختلالات لغزش محل اقامت. این اغلب با تغییر قابل توجهی در دماهای تغییرات همراه است. [۲۰] طراحی سازندهای SMA همچنین ممکن است بر خستگی ساختاری و عملکردی SMA، مانند تنظیم پله در سیستم SMA-Pulley، تأثیر بگذارد.

### راه اندازی ناخواسته
محرک‌های SMA معمولاً توسط جول حرارت دادن الکتریکی عمل می‌کنند. اگر SMA در محیطی که درجه حرارت محیط کنترل نشده‌است استفاده شود، ممکن است ناخواسته از طریق گرمای محیط رخ دهد.
آلیاژهای نیکل و تیتانیوم برای اولین بار در سال‌های ۱۹۶۲–۱۹۶۳ توسط بوهلر و همکارانش در آزمایشگاه مهمات نیروی دریایی ایالات‌متحده توسعه‌یافته و نام تجاری نیتینول (مخفف نیکل تیتانیوم آزمایشگاه مهمات نیروی دریایی) به خود گرفت. خواص قابل‌توجه این آلیاژ به‌طور تصادفی کشف شد. نمونه‌ای که چند بار خم‌شده و از شکل اصلی خود خارج‌شده بود در جلسه مدیریت آزمایشگاه ارائه شد. یکی از مدیران فنی، دکتر دیوید موزی، تصمیم گرفت تا ببینید اگر نمونه گرم شود چه اتفاقی خواهد افتاد و فندک خود را زیر آن گرفت. در کمال شگفتی نمونه به شکل اصلی خود بازگشت.
نوع دیگری از آلیاژهای حافظه‌دار شکلی وجود دارد به نام آلیاژ فرومغنازطیس با حافظه شکلی که تغییر شکل تحت میدان مغناطیسی قوی رخ می‌دهد. این مواد به میدان‌های مغناطیسی سریع‌تر و کارآمدتر از تغییرات دما پاسخ می‌دهند. آلیاژهای فلزی تنها آلیاژهای پاسخگو به حرارت نیستند؛ پلیمرهای با حافظه شکلی نیز توسعه‌یافته‌اند و از اواخر دهه ۱۹۹۰ به‌صورت تجاری در دسترس هستند.

### علت این پدیده
عاملی که سبب تغییر شکل فلز یا بازگشت به شکل اولیه آن می‌شود اختلاف ساختار مولکولی در هر فاز است. زمانی که بار اعمال می‌شود، فلز تغییر شکل می‌دهد. سپس به محض برداشته شدن بار و اعمال کمی گرما، مولکول‌ها به شکل ساختاری سخت در می‌آیند، به گونه‌ای که به یک ساختار با شبکه‌ای متفاوت مبدل می‌شوند.

### تغییر حالت متالوژیکی
تغییر آرایش منجر به ایجاد ساختار کریستالی فاز جدید و پایدار می‌شود. پیشرفت تغییر حالت بدون نیاز به حرکت و جابجایی اتم‌ها به صورت مجزا، را می‌توان مستقل از زمان دانست و به همین دلیل می‌توان وابستگی دما را به عنوان اصلی‌ترین عامل پیشرفت این تغییر نشان داد.

## سه چالش اصلی که آلیاژهای حافظه دار با آن مواجه هستند:

### افزایش طول عمر خستگی:
اولین چالش موجود برای توسعه پروژه ها به وسیله مواد sma ، خستگی است . خستگی به حالتی میگویند ماده بعد از یک یا چند بار استفاده شدن ، دیگر نتواند مانند قبل این کار را انجام دهد . البته در استفاده های اضطراری یا اورژانسی خستگی اهمیتی ندارد چون مواد را به صورت یکبار مصرف طراحی شده اند

### • افزایش دمای تبدیل (تغییر شکل):
SME با افزایش دما از نقطه تغییر شکل ایجاد می‌شود؛  و SMA ها تنها زمانی کار می‌کنند که دمای محیط کمتر از نقطه تبدیل باشد. در NiTi(نیکل-تیتانیوم)، رسیدن به دمای بالاتر از ۱۰۰ درجه سانتیگراد دشوار خواهد بود.۱۰۰ درجه سانتیگراد در واقع یک عدد و نشانه‌ی مهم است، چرا که در این دما SMA می‌تواند بدون خطر گرمای تصادفی بیش از حد، درون آب کار کند.
با این حال، برای این که SME روی هواپیماهای پرسرعت کار کند، دمای تبدیل باید در محدوده ۳۰۰ تا ۴۰۰ درجه سانتی‌گراد باشد تا از هرگونه اتفاقی به دلیل مقاومت هوا جلوگیری نماید.

### • کاهش هزینه:
یکی از راه‌های دستیابی به SMA با دمای بالاتر و با خواص مکانیکی مناسب تر، جایگزینی عناصر مانند پالادیوم، هافنیوم و طلا  به جای Ni و Ti است که قیمت بالایی دارند

## کاربردها
کاربردهای هوافضا:
۱-یکی از اولین کاربردهای آلیاژهای حافظه‌دار در مقیاس انبوه، استفاده در اتصالات لوله‌های هیدرولیک اف-۱۴ بود.
1. سطح بال وسیع هواپیما موجب سهولت برخاستن و فرود می‌شود، اما در سرعت‌های مافوق صوت، به‌عنوان عاملی مزاحم، مقاومت زیادی ایجاد می‌کند که ضریب DRAG هواپیما را افزایش می‌دهد. امروزه با ورود مواد هوشمند به صنعت هواپیما و ساخت بال‌های قابل جمع شدن، به تمام شرایط مورد نظر پاسخ داده می‌شود.
2. لباس سبک و راحت برای فضانوردان.
3. در قسمت چرخ برای ربات‌های کاوشگر استفاده میشود چون این مواد توانایی برگشت به حالت اولیه خود در صورت تغییر شکل یا اصابت ضربه را دارا هستند و در برابر گازها و اشعه های خورشیدی مقاوم اند
4. و به عنوان جدید ترین کاربرد آن می توان به ساختن ربات حشره ای اشاره کرد که از کوچک‌ترین، سبک‌ترین و سریع‌ترین ربات های حشره ای موجود هسنتد و میتوانند پاهای خود را تا ۴۰ بار در ثانیه حرکت دهند و  تا 150 برابر وزن خود را بلند کنند . آنها می توانند با سیستم محرکه ای که کمتر از 1 میلی گرم وزن دارد ، سرعت خود را به حدود 6میلی متر بر ثانیه برسانند ؛ نکته جالب در مورد این رباتها این است که وزن دو نمونه ساخته شد از آن 8 میلی گرم و 55 میلیگرم است

کاربرد معماری:
ِیکی دیگر از کاربردهای آلیاژهای حافظه دار (مارتینی) در مهندسی عمران می‌باشد. برای مثال، از آلیاژهای مارتینی در پایه پل‌ها یا دیوارهای بتنی برشی استفاده شده‌است.
کاربردهای خودرو سازی:
امروزه آلیاژهای حافظه‌دار جهت کنترل موتور، انتقال قدرت و توقّف اتومبیل استفاده می‌شود. همچنین از آن‌ها به عنوان جایگزینی به جای اجزای موتوراستفاده می‌شود که درهرچه سبکترکردن سیستم تحریک، حذف گیربکس وکلاچ مؤثر است.
کاربردهای پزشکی:
اما پزشکی اولین زمینه‌ای است که آلیاژهای حافظه‌دار در آن کاربردهای زیادی یافتند. علت این امر مناسب بودن دمای بدن برای عملکرد آلیاژهای حافظه‌دار در ناحیه شبه‌الاستیک است. کاربردهای پزشکی آلیاژهای حافظه‌دار شامل:
1. از آلیاژهای حافظه دار (SMA) به عنوان فضا گیر یا Spacer بین مهره‌های ستون فقرات در حین عمل جراحی استفاده می‌شود که موجب استحکام ما بین دو مهره در حین بهبودی بعد از تغییر شکل ایجاد شده در جراحی اسکولیدز می‌شود.
2. استفاده از آلیاژ حافظه‌دار در ارتودنسی دندان، شکل دیگری از قابلیت‌های آن است. سیم‌های ارتودنسی از جنس Ni-Ti وقتی در دمای ثابتی هستند شکل خود را حفظ می‌کنند، و به دلیل قابلیت سوپرالاستیسیتهٔ این فلز، سیم‌ها، شکل اولیهٔ خود را بعد از تکرار فشار و حذف آن دوباره به‌دست می‌آورند. همچنیند در درمان ریشه دندان از فایل‌هایی باجنس نیکل تیتانیوم جهت پاکسازی کانال دندانی به صورت گسترده استفاده می‌شود
3. فیلتر سیمون نسل جدیدی از وسایل استفاده شده برای جلوگیری از انسداد جریان خون می‌باشد. افرادی که قادر به استفاده از داروهای ضد انعقاد خون نمی‌باشند، استفاده‌کننده‌های اصلی این فیلتر می‌باشند. هدف استفاده از این وسیله تصفیه خون داخل رگ می‌باشد و فیلتر سیمون کمک می‌کند لخته‌های به وجود آمده در خون حل شود.
4. مسدودکننده سوراخ دیواره دهلیزی: از این وسیله برای مسدود کردن سوراخ دیواره دهلیزی که بین دو دهلیز چپ و راست ایجاد می‌شود استفاده می‌گردد. این وسیله از سیم‌هایی با خاصیت حافظه داری و فیلم ضدآب که روی آن نصب شده‌است، تشکیل می‌شود. برای نصب این وسیله در داخل قلب ابتدا نیمه اول آن وارد بطن چپ شده و به شکل اولیه خود بر می‌گردد و در ادامه نیمه دوم که در بطن راست قرار می‌گیرد تغییر شکل یافته، به شکل اولیه خود. باید توجه داشت وجود این سوراخ غیرعادی است و امید افراد به زندگی را کاهش می‌دهد[۱۳]
5. استنت‌های باز شونده خودکار نیز از جمله وسایل مهمی است که در حفظ قطر داخلی رگ‌های تنگ شده و کاهش قطر و بسته شدن آن‌ها کاربرد دارد. استنت‌ها به شکل استوانه‌های توری ساخته می‌شوند و متناسب بانوع و محل کاربرد دارای اقطار متفاوتی می‌باشند. از جمله محل‌های مورد استفاده از استنت‌ها سرخرگ، سیاهرگ، رگ‌های خونی، مجاری، صفراوی و مری می‌باشد.
6. Thrombectomy: با کمک این وسیله می‌توان لخته‌های خونی را که منجر به وقوع کم خونی موضعی می‌شود، از بین برد. نوک وسیله به شکل دربازکن بطری طراحی شده‌است.
7. حذف لخته‌های خونی در سه مرحله انجام می‌شود. استنت در شکل موقت خود مستقیماً از داخل لخته خونی عبور داده می‌شود. سپس استنت به وسیله یک لیزر دیودی حرارت داده شده، به شکل اولیه خود در می‌آید. در نهایت هنگام بیرون کشیدن، استنت لخته‌های خونی را از بین می‌برد.

### مواد حافظه دار
1. آلیاژ نیکل-تیتانیوم به عنوان پر استفاده‌ترین آلیاژ حافظه دار شناخته شده‌است.
2. آلیاژهای حافظه دار دیگر شامل فلزات:
  1. مس، آلومینیوم، نیکل
  2. مس، روی، آلومینیوم
  3. آهن، منگنز، سیلیکون

گری بااستفاده از کوره‌های القایی و کوره‌های مقاومتی صورت می‌گیرد.
درشت‌شدن دانه‌ها و به‌وجود آمدن رسوبات، مهم‌ترین مشکلات تولید به‌روش ریخته‌گری است که می‌توانند باعث کاهش خواص حافظه‌داری و خواص مکانیکی گردند.